# Pays Dogon
 (novembre 2011).
Si vous disposez d'ouvrages ou d'articles de référence ou si vous connaissez des sites web de qualité traitant du thème abordé ici, merci de compléter l'article en donnant les références utiles à sa vérifiabilité et en les liant à la section « Notes et références ».

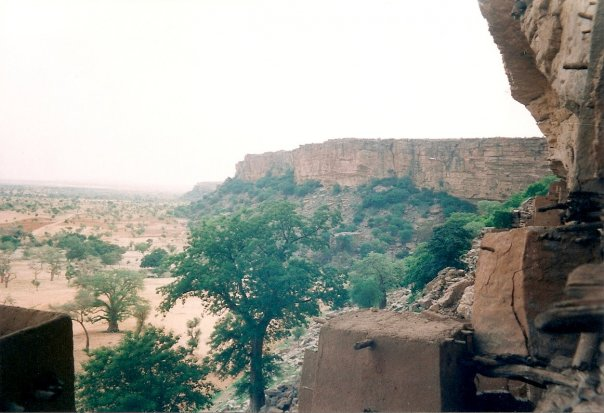
La falaise de Bandiagara et sa vue sur la plaine

Le Pays Dogon est une région du Mali, peuplée essentiellement par les Dogon.
Cette région historique appartient à la Région de Mopti et s'étend de part et d'autre de la falaise de Bandiagara.

## Paysages
Partant du fleuve Niger en direction du sud-est, vers le Burkina Faso, on rencontre successivement trois types de paysages : plateau, falaise et plaine.

### Plateau
La région est un vaste plateau gréseux s'élevant progressivement depuis le fleuve jusqu'à la falaise.
C'est sur ce plateau qu'est établie Bandiagara, la « capitale » du pays Dogon.

### Falaise
Sa paroi souvent quasi verticale fait face au Burkina-Faso. D'une hauteur variant de 100 à environ 400 m elle domine la plaine du Seno qui se situe entre 250 et 300 m d’altitude.
Elle est d'une longueur d'environ 200 km et orientée du sud-ouest au nord-est partant de Ségué au sud, et finissant à Douentza au nord. L’altitude croit en allant du sud vers le nord jusqu’à atteindre 791 m près de Bamba.
C'est le lieu emblématique du pays et son principal centre d'attraction touristique.

### La plaine
Située au pied de la falaise, la plaine du Séno-Gondo s'étend jusqu'à la frontière burkinabé.

## Archéologie
Le pays dogon possède de nombreux vestiges d’habitat anciens issus des périodes successives d’occupation.
On peut citer les vestiges des greniers Tellem qui se situent au beau milieu des falaises, dans des grottes ou dans des abris sous-roches naturels.

## Intérêts biologiques
Elle offre un spectacle magnifique, en saison sèche tout comme en saison humide avec ses multiples cascades et ses arbres verdoyants. Les paysages sont grandioses, vertigineux, avec la plaine qui s’étend infinie au pied de la falaise. 
En effet, les irrégularités du plateau rocheux engendrent des concentrations d’eau très importantes, ce qui fait que, au-delà d’une végétation sahélienne typique, des zones extrêmement arides peuvent côtoyer des sortes d’oasis à la végétation luxuriante, des poches de biodiversité extraordinaires. 
Chaque micro-climat dans la région offre un assortiment unique de plantes médicinales et d’essences d’arbres avec une valeur importante pour la population, comme le karité, le néré, le balanzan ou acacia albida, le tamarinier et le palmier rônier ainsi que le baobab.

### Avifaune
Le pays dogon est connu pour son architecture et ses rites, mais il possède également une avifaune riche.

## Galerie

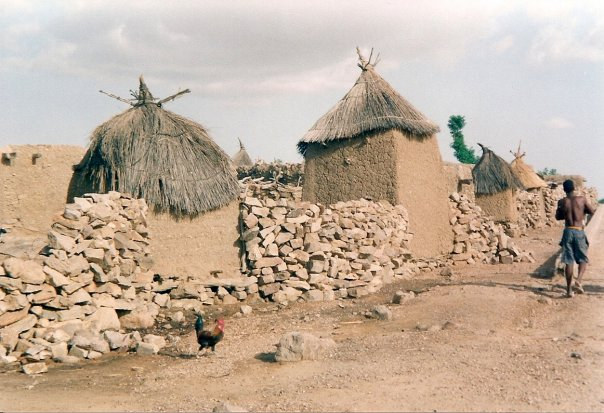
Village du plateau
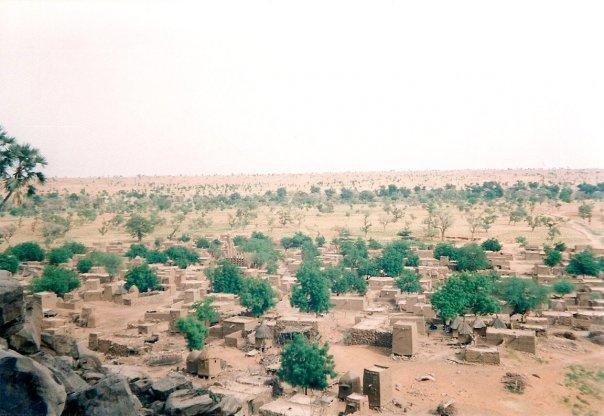
La plaine vue du pied de la falaise
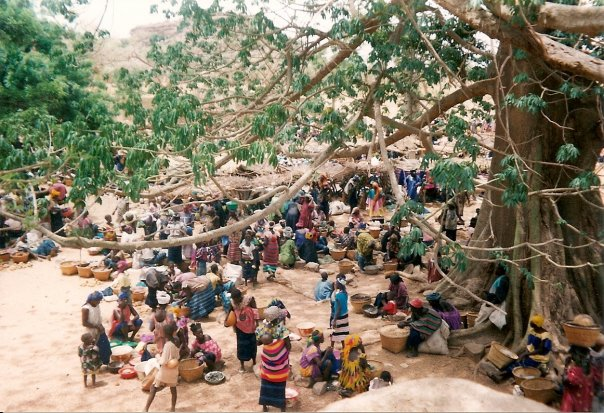
Marché dans un village du pied de la falaise
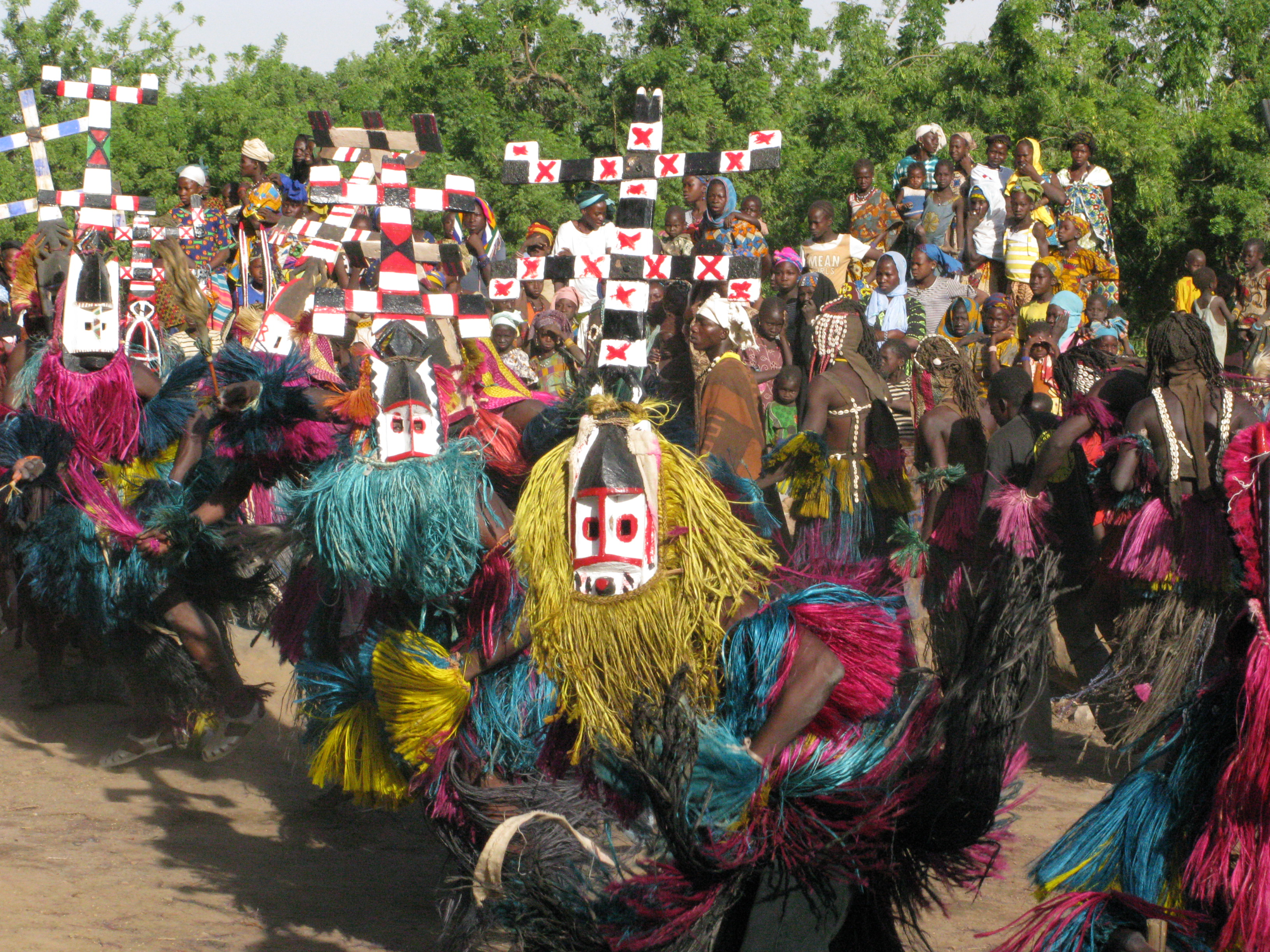
La fête des masques
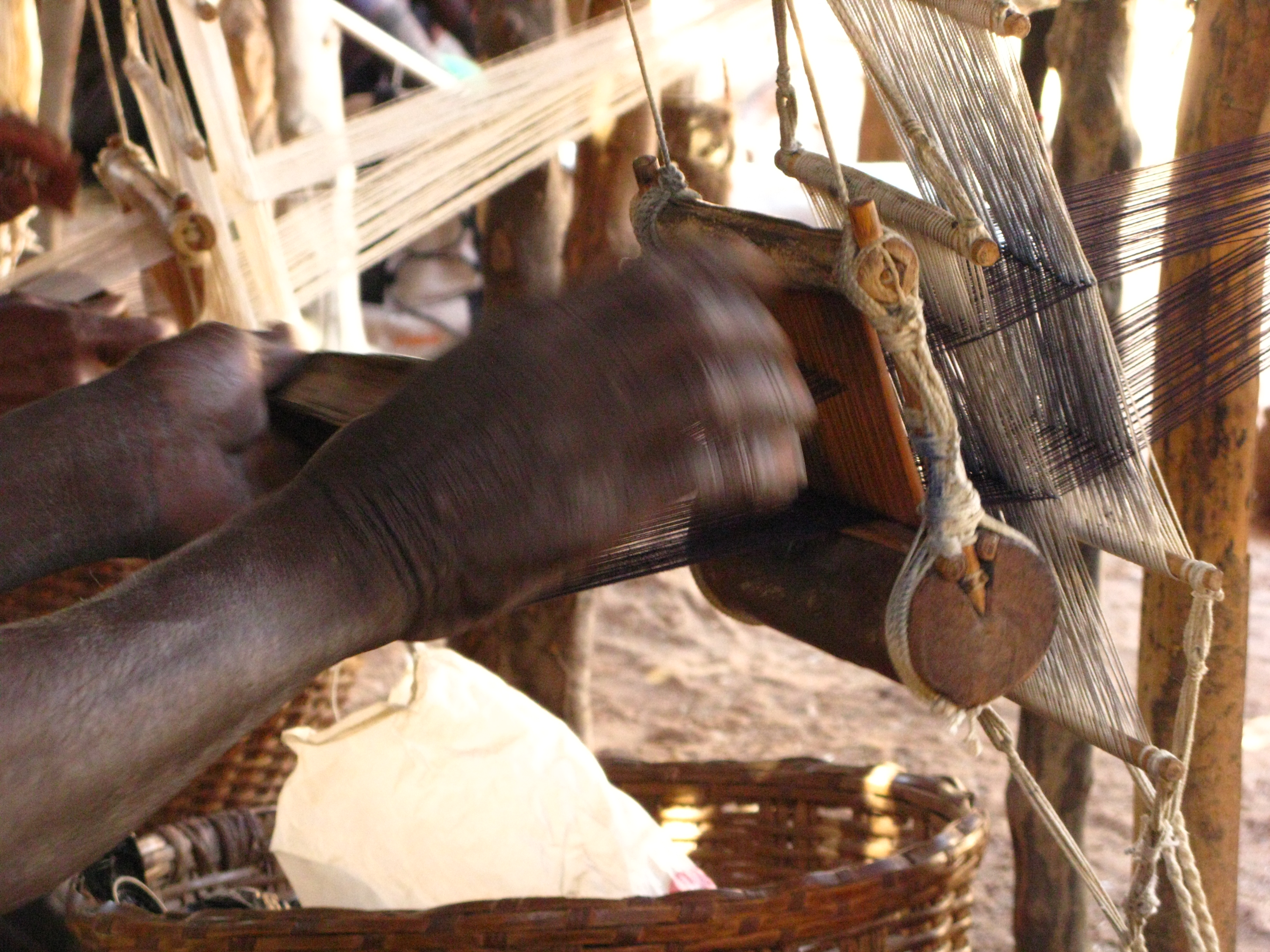
Tissage au Pays Dogon
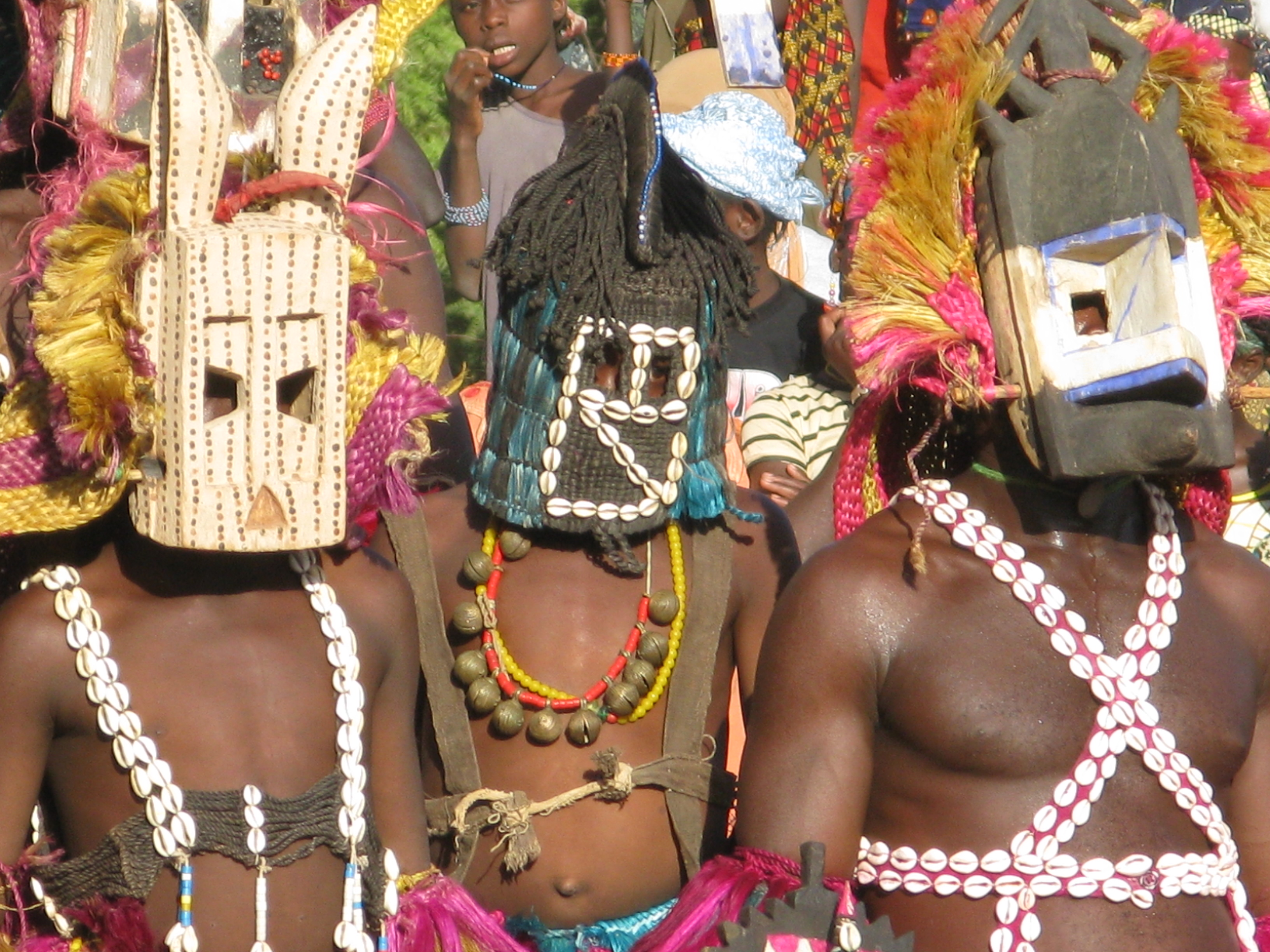
Danse des masques